# نو اژدها
نو اژدها یک ستاره است که در صورت فلکی اژدها قرار دارد.